# Llac Engure
El llac Engure és un llac de la part occidental de Letònia, que formava part del raion de Talsi, actualment el municipi de Talsi. És el tercer llac per mida del país després del llac Lubāns i el lac Rāzna. El llac Engure és una antiga llacuna marina, separada del marc per una barra de sorra d'1,5-2,5 km d'ample amb dunes. Desaigua per un canal artificial, el Mersraga, excavat el 1842. És eutròfic, en la seva major part sobrepoblat de borró, i conté 16 espècies de peixos.
Tot el llac i els seus voltants han estat inclosos al Parc natural del llac Engure des de 1999, tot i que la primera reserva natural es va establir aquí l'any 1957. Conté una base flotant per als ornitòlegs. El llac va ser inclòs a la llista Ramsar d'espais humits d'importància internacional l'any 1995.